# Emily St. John Mandel
Emily St. John Mandel (1979) is een Canadese schrijfster. Zij werd internationaal bekend met haar vierde boek, de dystopische roman Station Eleven, waarvoor ze de Arthur C. Clarke award kreeg. Ook haar volgende romans The Glass Hotel en Sea of Tranquility waren internationaal succesvol. Mandels werk combineert elementen uit verschillende genres, zoals sciencefiction, thrillers en psychologische romans. Haar romans zijn zelfstandige verhalen die onderling verbonden zijn door terugkerende personages en gebeurtenissen. De meeste van haar boeken zijn in het Nederlands vertaald.

## Biografie
Mandel groeide op aan de oostkust van Vancouvereiland, onder andere in de afgelegen nederzetting Denman Island. Ze kreeg tot haar vijftiende thuisonderwijs; als onderdeel hiervan moest ze van jongs af aan elke dag een verhaal of gedicht schrijven. Zij wilde danseres worden en deed een opleiding bij de School of Toronto Dance Theatre. Mandel vindt dat haar opleiding tot danseres haar discipline heeft bijgebracht, die haar later bij het schrijven van pas kwam.
Toen ze begin twintig was, begon ze het dansen steeds meer als verplichting te zien en ging ze zich meer op het schrijven richten. Ze woonde achtereenvolgens in Toronto, Montreal en New York. In New York werkte ze bij een onderzoekslaboratorium waar ze administratief werk deed; in haar vrije tijd schreef ze haar eerste vier boeken. Pas na het succes van Station Eleven durfde ze haar baan op te zeggen en zich volledig aan het schrijven te wijden. Zij woont in New York.

## Werk
Mandel was enkele jaren als vaste schrijver verbonden aan de literaire website The Millions, waar zij tot 2014 regelmatig artikelen en essays publiceerde. Haar eerste roman Last Night in Montreal verscheen in 2009; het is een thriller over een ontvoerd kind. Het boek kreeg redelijk positieve kritieken maar was niet erg succesvol. Hetzelfde gold voor haar twee volgende boeken The Singer’s Gun (2010) en The Lola Quartet (2012).

### Station Eleven
Omdat zij bang was voor altijd het label ‘thriller-auteur’ te krijgen, koos Mandel voor haar vierde roman bewust voor een ander genre. Ze was al vroeg actief op online literaire platforms en wilde een boek schrijven over de invloed van technologie op het leven van mensen, en ook haar ervaringen met dans en theater verwerken in een roman. Uiteindelijk koos ze voor een verhaal over een theatergezelschap dat rondtrekt in een wereld waar na een dodelijke pandemie technologie grotendeels is verdwenen. Dit werd de dystopische roman Station Eleven (2014). Dit boek werd haar doorbraak. Station Eleven won de Arthur C. Clarke award voor sciencefiction, en werd genomineerd voor de National Book Award en de Pen/Faulkner award. Het werd vertaald in 35 talen.
In 2020, na de uitbraak van de coronapandemie, werd Station Eleven voor de tweede keer een bestseller. Mandel heeft gezegd dat ze niet begreep waarom mensen tijdens een pandemie over een pandemie zouden willen lezen. Station Eleven laat echter ook zien hoe mensen na een catastrofe blijven samenwerken, gemeenschappen vormen en nog steeds belangstelling hebben voor theater en muziek. In 2021 werd Station Eleven door HBO verfilmd voor televisie.

### The Glass Hotel
Onder andere door het grote en onverwachte succes van Station Eleven had Mandel moeite met het schrijven van haar volgende boek. Ze werkte vijf jaar aan The Glass Hotel (2020). Ze heeft later gezegd dat ze geïnspireerd werd door de roman Cloud Atlas van de Britse schrijver David Mitchell, en een vergelijkbare symmetrische structuur wilde realiseren. De hoofdpersoon uit The Glass Hotel is de videomaakster Vincent, die een affaire krijgt met Jonathan Alkaitis, het brein achter een ponzifraude. Personages uit Station Eleven en The Lola Quartet komen terug in The Glass Hotel, maar hun levensloop is soms radicaal veranderd en ook de wereldgeschiedenis heeft een ander verloop gekregen. Het virus dat in Station Eleven de dodelijke pandemie veroorzaakt, wordt in The Glass Hotel bijvoorbeeld snel onder controle gebracht.

### Sea of Tranquility
Mandels zesde boek Sea of Tranquility (2022) is breder van opzet dan de eerdere romans. Het verhaal speelt zich af in de 20e, 21e en 24e eeuw, op aarde en in menselijke kolonies op de maan. De rode draad is een hallucinatie die alle hoofdpersonen meemaken en waarvan de betekenis in de loop van het verhaal duidelijk wordt. Ook in dit boek komen personages uit Mandels eerdere romans terug. Een van de hoofdpersonen is de schrijfster van een succesvolle roman over een dodelijke pandemie die op tournee is om lezingen over haar boek te geven. Dit is gebaseerd op Mandels eigen ervaringen na het succes van Station Eleven.
In 2022 werd bekend dat Mandel samen met Patrick Somerville, de schrijver en producent van de HBO-serie Station Eleven, werkt aan de verfilming van The Glass Hotel en Sea of Tranquility.

## Stijl en thema's
Mandels romans hebben vaak een complexe structuur, met meerdere verhaallijnen die elkaar doorkruisen en een wisselend vertelperspectief. Mandel begint bij het schrijven meestal met slechts één verhaal in gedachten. Tijdens het schrijven krijgt ze ideeën waardoor het verhaal radicaal verandert of de hele roman zelfs in een ander genre terecht komt. Zo zou Station Eleven zich oorspronkelijk helemaal in het heden afspelen, en The Glass Hotel alleen maar over een ponzifraude gaan. Mandel wordt geprezen om haar heldere schrijfstijl waardoor haar romans ondanks de complexe structuur toch leesbaar blijven.
Over het feit dat personages in verschillende boeken terugkomen heeft Mandel gezegd dat het voor een schrijver erg verleidelijk is een al bestaande figuur opnieuw te gebruiken, omdat karakterontwikkeling van romanpersonages moeilijk is. Daarnaast heeft ze echter ook de ambitie om met haar romans een ‘multiversum’ te bouwen: een samenhangend geheel van parallelle universums. In dit opzicht wordt haar werk vergeleken met dat van David Mitchell.
Veel voorkomende thema’s in Mandels romans zijn onvoorziene omstandigheden, de rol van het toeval, en mensen die zichzelf opnieuw 'uitvinden'. Mandel zegt dat ze ook gefascineerd is door het vermogen van mensen om hun leven te ‘compartimenteren’ - in van elkaar gescheiden zones te verdelen - waardoor ze tegelijk oplichter én liefhebbende echtgenoot kunnen zijn, en in feite meerdere parallelle levens leiden. Schepen, scheepvaart, vliegvelden en hotelkamers, allemaal ‘voorbijgaande’ objecten en plaatsen die buiten het normale leven staan, zijn vaak terugkerende elementen in haar werk.

## Wetenswaardigheden
- De naam St. John is haar tweede voornaam, en geen onderdeel van haar achternaam.[10]
- Op 17 december 2022 plaatste Mandel een bericht op Twitter waarin ze journalisten opriep om haar te interviewen over haar recente echtscheiding. Ze wilde dat de informatie over haar burgerlijke staat in haar (Engelstalige) Wikipedia-artikel zou worden aangepast, en wist dat dit alleen kon op basis van een betrouwbare gepubliceerde bron. Nog diezelfde dag verscheen er een interview met haar in het Amerikaanse online tijdschrift Slate en werd het Wikipedia-artikel aangepast.[4][11]

## Romans
- Last Night in Montreal (2009) ISBN 978-1-101-91195-2.

- The Singer's Gun (2010) ISBN 978-1-101-91197-6. Nederlandse vertaling: Aria voor een verleden. ISBN 978-90-225-5811-9

- The Lola Quartet (2012) ISBN 978-1-101-91199-0

- Station Eleven (2014) ISBN 978-0-8041-7244-8. Nederlandse vertaling: Station elf. ISBN 978-90-254-4541-6

- The Glass Hotel (2020) ISBN 978-0-525-52114-3. Nederlandse vertaling: Het glazen hotel. ISBN 978-90-254-5393-0

- Sea of Tranquility (2022) ISBN 978-1-529-08349-1. Nederlandse vertaling: Zee van rust. ISBN 978-90-254-7239-9